# شعب الحجر (القفر)

تعديل مصدري - تعديل

شعب الحجر محلة تابعة لقرية المعازبة، التابعة لعزلة بني عمر السافل بمديرية القفر إحدى مديريات محافظة إب في الجمهورية اليمنية، بلغ تعداد سكانها 44 حسب تعداد اليمن لعام 2004.